# Nuestra Señora de la Carrasca
La Virgen de la Carrasca, conocida también como La Morenilla, es una advocación mariana que se venera en Villahermosa (Ciudad Real).

## Leyenda y aparición
Según la tradición, la Virgen María se apareció a un pastor llamado Juan Cortés, natural de Villahermosa, en la Catedral de Toledo. Al ver imagen tan bella, decide llevársela para su pueblo. Antes de salir, lo ven y sufre una pena de prisión por hurto. Al salir de la cárcel, se encuentra a la Virgen en lo alto de una carrasca o encina, y le expresa su decisión de avisar a Villahermosa de que está en ese lugar. Los habitantes de Villahermosa marchaban hasta aquel paraje, a unos 14 kilómetros del pueblo, cuando pudieron contemplar ese bello resplandor: La Virgen María. El pueblo acuerda construir una ermita en el lugar de la aparición y homenajearla con una fiesta, y antes del final de la construcción, Juan fallece. Se dice que se enterró su cuerpo debajo de la parte de la ermita que ya estaba construida. Encontrándose el lugar entre las localidades de Villanueva de los Infantes, Alhambra, Villahermosa y Carrizosa; querían arrebatarse el culto de una a otra, y sin llegar a un acuerdo, dejan que la Virgen escoja su pueblo. La leyenda dice que la Virgen escogió quedarse en Villahermosa. Desde entonces, se vendría celebrando la Romería de Nuestra Señora de la Carrasca.

## La imagen
La talla principal de Nuestra Señora de la Carrasca muestra a la Virgen María, de tez morena, sentada en su trono con el Niño Jesús en su regazo, sin apenas comunicación entre ambos. Es una talla anónima, de 1939, ya que la talla original se destruyó en la guerra civil española.

## Traída de la Virgen
Es la menos importante de las dos romerías. Se celebra el último sábado de abril, cuando la Virgen es portada por los jóvenes que alcanzan la mayoría de edad desde su santuario a la Iglesia Parroquial de Villahermosa. Las familias disfrutan de un día en el campo en las inmediaciones del Santuario, o en el paraje de la ermita de Azuer, que también le está encomendada a la Virgen de la Carrasca.

## Fiesta de la Virgen
Es la más importante de todas las fiestas en su honor, y la que más gente congrega. Se celebra el segundo fin de semana de septiembre. La Virgen sale de Villahermosa horas antes del amanecer, y llega al santuario al mediodía, cuando da comienzo la romería. Se mezclan los festejos populares (novilladas, corridas de rejones, conciertos, orquestas...) con los religiosos (misas, procesiones, rezo del rosario...). Las diferentes explanadas del paraje de La Carrasca se llenan de "chozos", donde habitan los miles de personas allí reunidas. Es una de las romerías más importantes de la provincia.

## Santuario de Nuestra Señora de la Carrasca
El Santuario de Nuestra Señora de la Carrasca está situado a 14 km de Villahermosa. Es el único ejemplo de santuario con plaza de toros, junto con los de Las Virtudes (en Santa Cruz de Mudela)y el de la Santuario de Nuestra Señora de las Nieves (Bolaños de Calatrava) (patrona de Almagro) de la provincia de Ciudad Real.
En su origen constaba de una ermita del siglo XV que fue ampliada y reformada en los siglos XVII y XVIII. Es ya en 1889 cuando se le adhiere un patio cuadrado con una planta porticada con arcos de medio punto y otra con barandilla para disfrutar los festejos. En el patio se instala la plaza de toros en los meses estivales.